# 全东信号场
全東信號場（：／ Jeondong yeok */?）是京釜線沿線的一座线路所，位於韓國世宗特别自治市全東面，由全義站管理。

## 历史
- 1925年11月1日 - 落成使用。

## 车站周边
- 全东初等学校

## 邻近车站
韓国铁道公社
京釜線
全義－全東信號場－瑞仓信号场